# Knorr

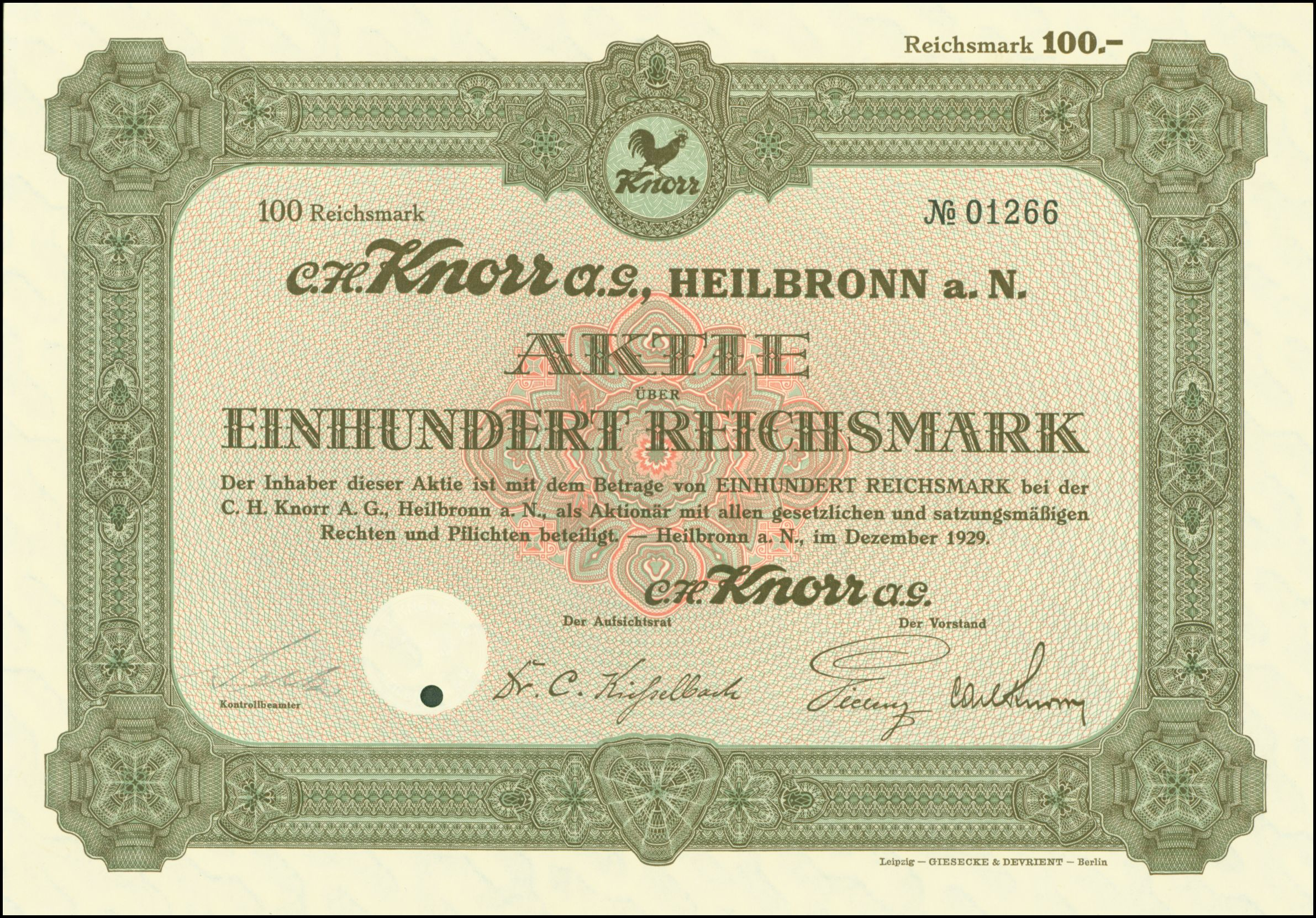
Cổ phiếu của CH Knorr AG, phát hành tháng 12 năm 1929

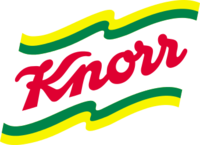
Logo cũ của Knorr được sử dụng từ năm 1988 đến năm 2004

Logo thứ ba của Knorr được sử dụng từ năm 2004 đến năm 2019

Knorr (/nɔːr/, /knɔːr/, tiếng Đức: [knɔʁ]) là một thương hiệu thực phẩm và đồ uống của Đức. Knorr thuộc sở hữu của công ty Unilever từ năm 2000, khi Unilever mua lại Best Foods, ngoại trừ Nhật Bản, nơi được sản xuất theo giấy phép của Ajinomoto.
Knorr được gọi là Royco ở Indonesia, Kenya và Hà Lan, và là Continental ở Úc và New Zealand. Knorr cũng được sản xuất ở Ấn Độ và Pakistan.